# Maximiliaan Emanuel van Horne
Maximiliaan Emanuel van Horn (31 augustus 1695 – 12 januari 1763), prins van Horn, was een Zuid-Nederlands edelman.

## Leven
Maximiliaan Emanuel was de oudste zoon van prins Filips Emanuel van Horne en diens echtgenote, prinses Marie Anne Antoinette de Ligne. Zijn moeder was een dochter van prins Henri Louis Ernest van Ligne.
Hij trad op 17 juni 1722 in het huwelijk met Lady Maria Theresia Charlotte Bruce, dochter van Thomas Bruce, de tweede Graaf van Ailesbury en de derde Graaf van Elgin. Uit hun huwelijk werden twee dochters geboren:
- Maria Theresia (1725-1783)
- Elisabeth Philippine Claude (1733-1826)

De prins hertrouwde in 1738 na de dood van zijn echtgenote met Henriëtte Therese Norbertine van Salm-Kyrburg, de zus van zijn schoonzoon Philip Joseph. Hun huwelijk werd echter ontbonden, waarna hij in 1752 in het huwelijk trad met prinses Marie Albertine van Gavere.
Bij gebrek aan zoons benoemde hij zijn oudste dochter tot erfgenaam. Deze trouwde met vorst Philip Joseph van Salm-Kyrburg, waardoor de eigendommen en titels van de familie Horn toekwamen aan de prinsen van Salm-Kyrburg. Zijn tweede dochter trad in het huwelijk met vorst Gustaaf Adolf van Stolberg-Gedern en had meerdere kinderen, waaronder Louise van Stolberg-Gedern (1752-1824) de latere echtgenote van Charles Edward Stuart.
Hij werd in 1749 ridder in de Oostenrijkse Orde van het Gulden Vlies.